# Liste der Monuments historiques in Ribeauvillé
Die Liste der Monument historique in Ribeauvillé verzeichnet alle Monuments historiques in der elsässischen Stadt Ribeauvillé.

## Liste der Bauwerke
| Bezeichnung                     | Beschreibung | Standort                                               | Kennzeichnung | Schutzstatus | Datum     | Bild           |
| ------------------------------- | --- | ------------------------------------------------------ | ------------- | ------------ | --------- | -------------- |
| Burg Girsberg                   | Burg Girsberg wurde 1288 erstmals urkundlich erwähnt. Im 14. Jahrhundert kam sie in den Besitz der Herren von Girsberg. Im ersten Viertel des 15. Jahrhunderts wurde die Burg von den Herren zu Rappoltstein eingenommen, aber zu Beginn des 16. Jahrhunderts verlassen und aufgegeben. Die Spornburg steht auf einem Granitfelsen. Von der Vorburg sind noch Teile der Ringmauer aus Buckelquadern und das spätgotische Burgtor erhalten. Von der Kernburg sind noch Reste des fünfeckigen Bergfrieds erhalten. Südlich schließt sich der ehemalige Palas an. | nordwestlich der Stadt (Lage)                          | PA00085585    | Classé       | 1841 1930 | weitere Bilder |
| Burg Hohrappoltstein            | Die Höhenburg wurde vermutlich in der ersten Hälfte des 13. Jahrhunderts erbaut und war im Besitz der Herren zu Rappoltstein. Im 14., 15. und 17. Jahrhundert diente sie als Gefängnis, wurde aber schon seit Ende des 16. Jahrhunderts nicht mehr bewohnt. Erhalten sind der runde Bergfried mit Buckelquadern und der Burggraben. Außerdem sind die spätgotische Toranlage und eine überwölbte Zisterne erhalten. | nordwestlich der Stadt (Lage)                          | PA00085585    | Classé       | 1841 1930 | weitere Bilder |
| Ulrichsburg                     | Die Ulrichsburg ist die älteste der drei Rappoltsteiner Burgen und war Stammsitz der Herren von Rappoltstein. Der älteste Teil der Anlage, ein Wohnturm, stammt aus dem frühen 12. Jahrhundert. Gegen Ende des 12. Jahrhunderts wurde die Burg um einen Bergfried, ein Palas und einen weiteren Wohnturm vergrößert und im 13. Jahrhundert erneut erweitert. Die dem heiligen Ulrich geweihte Kapelle wurde im Jahr 1435 vollendet. Ab dem 16. Jahrhundert verfiel die Burg. | nordwestlich der Stadt (Lage)                          | PA00085585    | Classé       | 1841 1930 | weitere Bilder |
| Vorsehungskirche                | Gegründet wurde das Augustinerinnenkloster 1297, der heute erhaltene Konventsbau stammt allerdings aus dem letzten Viertel des 18. Jahrhunderts. Die Kirche wurde im 13. und 14. Jahrhundert als Basilika auf den Resten einer älteren Kirche erbaut. Das zweigeteilte Portal entstand um 1360 und zeigt im Mittelpfeiler eine Muttergottes. An das Mittelschiff mit fünf Jochen schließt sich ein vierjochiger Chor mit ⅝-Schluss an. | Place de l’Hôtel-de-Ville 3 rue de l’Abbé-Kremp (Lage) | PA00085586    | Inscrit      | 1932      | weitere Bilder |
| Kirche St-Grégoire              | Ältester Teil der Kirche ist der 1260 erbaute Turm. Der Chor stammt aus dem Jahr 1260, das Kirchenschiff wurde im 14. Jahrhundert errichtet. Anfang des 19. Jahrhunderts wurde im Norden eine Kapelle angebaut, einige Jahre später ein südliches Querhaus. Strebewerk hält das Mittelschiff der gotischen Basilika. | Rue du Château (Lage)                                  | PA00085767    | Classé       | 1994      | weitere Bilder |
| Stadtbefestigung                | Erstmals erwähnt wurde Ribeauvillé im 8. Jahrhundert. Ab dem 12. Jahrhundert gehörte die Stadt den Herren zu Rappoltstein. Zwischen 1284 und 1287 erbauten diese eine Stadtmauer. Im 13. und 14. Jahrhundert musste die Mauer erweitert werden, um die Oberstadt und später Vororte ebenfalls zu schützen. Bedeutendster Rest dieser alten Befestigung ist der Metzgerturm, der im späten 13. Jahrhundert zwischen der Ober- und Mittelstadt errichtet und 1536 um zwei Obergeschosse und eine Plattform mit Maßwerkbrüstung erhöht wurde. In dem Uhrturm befindet sich eine Glocke, die im Mittelalter die nächtliche Sperrstunde einläutete. Erhalten sind außerdem mehrere Rundtürme mit Resten der Stadtmauer. | (Lage)                                                 | PA00085590    | Inscrit      | 1993 1994 | weitere Bilder |
| Hirschbrunnen                   | Der Brunnen wurde im 16. Jahrhundert erbaut. Seinen Namen hat er von der Herberge „Zum Hirschen“, an deren Seitenfassade er steht. Im rechteckigen Brunnenbecken steht eine Rundsäule mit Köpfen. Darüber sitzt eine weitere kannelierte Säule, die sich nach oben verjüngt und mit einem Kapitell mit Palmblättern und Wappen endet. Darauf sitzt eine Kugel. Der heutige Aufbau der Säule ist nicht mehr im Originalzustand. | 81 Grand Rue (Lage)                                    | PA00085587    | Inscrit      | 1932      | weitere Bilder |
| Brunnen                         | In dem oktogonalen Brunnen steht zentral ein reich verzierter Brunnenstock auf dem ein Löwe mit Wappen thront. Im Brunnenstock sitzt das Wappen der Herren von Rappoltstein. Erbaut wurde der Renaissancebrunnen 1536. | Place de l’Hôtel-de-Ville (Lage)                       | PA00085588    | Inscrit      | 1932      | weitere Bilder |
| Brunnen                         | Im oktogonalen Brunnenbecken steht ein stark kannelierter Sockel auf dem eine kannelierte Säule mit Köpfen und Kompositkapitell ruht. Auf diesem sitzt ein Löwe mit einem Wappen. Der Brunnen trägt die Initialen CW und M/SM und das Erbauungsjahr 1582. | Place de la République (Lage)                          | PA00085589    | Inscrit      | 1932      | weitere Bilder |
| Spitalkirche                    | Die ehemalige Katharinenkapelle des Spitals wurde im 15. Jahrhundert als flachgedeckte Saalkirche errichtet. Im Chor tragen die Schlusssteine der Gewölbe das Rappoltsteiner Wappen. Der Chor ist etwas breiter als das Schiff und endet mit einem dreiseitigen Schluss. Ein offener Dachreiter bekrönt das Satteldach. Am Portal sitzt ein neogotischer Vorraum. Heute wird die gotische Kirche als Ausstellungsort genutzt. | 41 Grand Rue (Lage)                                    | PA00085591    | Classé       | 1898      | weitere Bilder |
| Hôtel de Ville                  | Das barocke Rathaus wurde 1773 nach Plänen von Jean-Baptiste Kaess und Jean-Baptiste Chassain errichtet. Der zweigeschossige Putzbau mit Mansarddach besitzt in der mittleren der sieben Fensterachsen ein Barockportal, das mit den Konsolen des darüber liegenden Balkons verkröpft ist. Sandsteinlisenen gliedern das Gebäude und betonen die Gebäudeecken. Die drei mittleren Fensterachsen sind über Lisenen betont und werden von einem Dreiecksgiebel mit Wappen betont. | Place de l’Hôtel-de-ville (Lage)                       | PA00085592    | Inscrit      | 1932      | weitere Bilder |
| Spitalgarten                    | Der Park wurde in den Jahren 1619 bis 1639 auf Betreiben von Eberhard von Rappoltstein von einem unbekannten Gartenarchitekten für das Schloss angelegt. Das Gelände teilt sich in fünf Terrassen und wurde mit Bänken und Brunnen aufgewertet. Die Skulpturen wurden 1735 von Hans-Joseph Brosch geschaffen. 1791 wurde das Schloss zum Gefängnis, später dann Rehabilitationszentrum für Soldaten. 1802 wurde der Park an den Vermessungsingenieur Kuhlmann verkauft. Der Garten blieb fortan in Privathand, während das Schloss zur Schule umgebaut wurde. Ein Brunnen, die Orangerie und Gewächshaus wurden abgerissen. Außerdem verschwanden die Baumschule, die Beete und der Gemüsegarten. | Rue du Temple (Lage)                                   | PA68000013    | Inscrit      | 1997      |                |
| Ehemaliges Spital               | Es waren die Herren zu Rappoltstein, die im 14. Jahrhundert ein Armenhaus im Ort gründeten. Nach einer Inschrift am Gebäude wurde es 1542 wiederaufgebaut: „Zu ehren got de almecht/ige und ieglicher ubung/cristlicher lieb ist bewegt/worde ein ersame burgersch/afft alhie zu buwe und stifft/en disses der armen lutt huss/welches zu ewigen zutten un/verhindtert erhaltten sol wer/den anno 1542“. 1739 musste es erneut aufgebaut werden: „In dem iahr MDCCXXXIX ist diser Spital auf den uralten platz gantz neu gebauen worden“. Nach einem Neubau wurde das Gebäude im 20. Jahrhundert in ein Wohnhaus umgewandelt. Auf der Schmalseite zum Platz besitzt das Gebäude zwei Achsen, die im Erdgeschoss als Türen ausgebildet sind. An den Längsseiten besitzt der zweigeschossige Putzbau mit Walmdach fünf Achsen. | 2 place de l’Ancien Hôpital (Lage)                     | PA00085593    | Inscrit      | 1932      | weitere Bilder |
| Wohn- und Geschäftshaus         | In einer Kartusche im Portal haben sich die Besitzer des Gebäudes verewigt: „Renoviert durch Heinrich Miller und Anna Maria Beckin sein eheliche Hausfraw ano 1694. Damalen gulte das Fitr Weilzen 22 R. Das Fiertel Korn 18 R. Das Fuder Kellerwein 132 R“. Der dreigeschossige Putzbau besitzt an der Fassadenseite bis zu acht, an der Schmalseite bis zu fünf Fensterachsen. Sockelgesimse gliedern die Fassade. Das Portal wird von zwei Rundsäulen mit korinthischen Kapitellen gebildet. Diese tragen ein Gebälk mit gesprengtem Giebel. | 7 Grand Rue (Lage)                                     | PA00085594    | Inscrit      | 1932      | weitere Bilder |
| Wohnhaus                        | Das Gebäude mit Walmdach wurde 1525 erbaut oder wiederaufgebaut. Der zweigeschossige Bau wurde über einem Sockelgeschoss im Erdgeschoss mit Steinen, darüber mit Fachwerk errichtet. In der Fassade sitzt ein runder Treppenturm mit Renaissanceportal mit Wappen aus dem Jahr 1539. Am oberen Rand des Turmes sitzt ein kniender Mann als Wasserspeier. Der rechte Gebäudeflügel ist niedriger. Hier führt ein Rundbogen zum Keller. Im Inneren spätgotische Tür mit Fischblasenornament. | 21 rue Klobb (Lage)                                    | PA00085596    | Inscrit      | 1932      | weitere Bilder |
| Wohnhaus                        | Das zweigeschossige Wohnhaus mit Krüppelwalmdach wurde in der zweiten Hälfte des 16. Jahrhunderts für eine Adelsfamilie erbaut. In der Fassade steht ein rechteckiger Treppenturm. Das Kellergeschoss ragt weit aus dem Boden. An einer Außenecke sitzt über einem kleinen Pfeiler ein Eckerker aus gelbem Sandstein mit Renaissancemotiven. Links sitzt ein niedriger Gebäudeflügel neueren Datums mit flachem Dach. Im Portal mit Kielbogen sitzt oben ein Männerkopf. | 4 rue Salzmann (Lage)                                  | PA00085597    | Inscrit      | 1932      | weitere Bilder |
| Maison des Ménétriers           | Seinen Namen hat das Haus als Treffpunkt der Pfeiferbruderschaft am 8. September, dem alljährlichen Pfeifertag. Der zweigeschossige Bau wurde im Erdgeschoss in Stein, darüber in Fachwerk ausgeführt. Die beiden Geschosse sind optisch durch ein breites Holzgesims getrennt. Die rechte Fensterachse des Obergeschosses ist mit reichem Schnitzwerk versehen. eine hockende Figur trägt eine geschnitzte Konsole für die Fensterbank. Im Zentrum des Geschosses sitzt ein dreiseitiger Erker. Die Pfosten und Querbalken sind figurativ geschnitzt und stellen die Verkündung der Maria dar. Im mittleren Teil fehlt das Fenster, dafür prangt hier die Inschrift „Ave maria, gratia plena“. Ein Dreiecksgiebel schließt den Erker ab. Unter der Inschrift sitzt eine Kartusche mit den Versalien HABI. | 14 Grand Rue (Lage)                                    | PA00085595    | Inscrit      | 1927      | weitere Bilder |
| Kapelle Notre-Dame de Dusenbach | Im 13. Jahrhundert stifteten die Herren zu Rappoltstein drei Kapellen. Den Grundstein legte Egenolf II. zum Dank seiner Rückkehr von einem Kreuzzug im Jahr 1218. 1260 baute man eine zweite Kapelle an. Anselm II. zu Rappoltstein baute schließlich gegen Ende des 13. Jahrhunderts eine dritte Kapelle. Nachdem die Engländer die Kapellen geplündert hatten, wurden diese 1365 wiederhergerichtet. 1632 wurden die Kapellen erneut zerstört und in den Jahren 1760 bis 1767 wieder aufgebaut, aber schon 1794 erneut niedergebrannt. Die Ruinen blieben lange unangetastet, bis man sie 1893/94 erneut wiederaufbaute. Auf einem Felsen am Hang sitzen die beiden gotischen Kapellen. Die vordere ist einschiffig gewölbt mit fünf Jochen und dreiseitigem Chor, die hintere mit quadratischem Saal und einem ⅜-Chor mit zwei Jochen. An die Kapellen schließt sich ein Klostergebäude der Kapuziner an. Die dritte Kapelle steht etwas abseits und ist neugotisch. | westlich der Stadt (Lage)                              | PA68000052    | Inscrit      | 2007      | weitere Bilder |

## Liste der Objekte
| Bezeichnung                                              | Beschreibung | Standort                                      | Kennzeichnung | Schutzstatus   | Datum      | Bild           |
| -------------------------------------------------------- | --- | --------------------------------------------- | ------------- | -------------- | ---------- | -------------- |
| Skulpturengruppe Taufe Christi                           | Holz, farbig gefasst und vergoldet, 18. Jahrhundert                                                                                       | in der Kapelle Notre-Dame de Dusenbach (Lage) | PM68001235    | Inscrit        | 1997       |                |
| Supraporte Spielende Putti                               | Ölfarbe auf Leinwand, vergoldeter Holzrahmen, zweite Hälfte des 18. Jahrhunderts                                                          | im Hôtel de Ville (Lage)                      | PM68001327    | Inscrit        | 1999       |                |
| Zwei Reliefs: Mariä Verkündigung und Anbetung der Hirten | Lindenholz, vergoldet, Anfang des 17. Jahrhunderts                                                                                        | in der Kirche St-Grégoire (Lage)              | PM68000550    | Classé         | 1977       | weitere Bilder |
| Skulptur Madonna mit Kind                                | Lindenholz, farbig gefasst und vergoldet, um 1500                                                                                         | in der Kirche St-Grégoire (Lage)              | PM68000293    | Classé         | 1978       |                |
| Becher                                                   | Silber, vergoldet, 1641 | im Hôtel de Ville (Lage)                      | PM68000302    | Classé         | 1976       |                |
| Pokal                                                    | Silber, vergoldet, erste Hälfte des 17. Jahrhunderts                                                                                      | im Hôtel de Ville (Lage)                      | PM68000305    | Classé         | 1976       |                |
| Deckelkrug                                               | Zinn, 1665 | im Hôtel de Ville (Lage)                      | PM68000778    | Classé         | 2000       |                |
| Orgel                                                    | Haupteintrag für PM68000729 | in der protestantischen Kirche (Lage)         | PM68000927    | Inscrit Classé | 1995       | weitere Bilder |
| Orgelprospekt                                            | 1717 und 1723 von Joseph Waltrin für die Kirche Notre-Dame-de-la-Nativité in Saverne gebaut; 1784 nach Ribeauvillé versetzt               | in der protestantischen Kirche (Lage)         | PM68000729    | Inscrit Classé | 1995       | weitere Bilder |
| Neun Löffel                                              | Silber, 1639 | im Hôtel de Ville (Lage)                      | PM68000295    | Classé         | 1976       |                |
| Drei Salzfässer                                          | Silber, erste Hälfte des 17. Jahrhunderts                                                                                                 | im Hôtel de Ville (Lage)                      | PM68000297    | Classé         | 1976       |                |
| Pokal                                                    | Silber, vergoldet, 1644 | im Hôtel de Ville (Lage)                      | PM68000299    | Classé         | 1976       |                |
| Skulptur Leichnam Christi                                | aus einem Heiligen Grab; Sandstein, 15. Jahrhundert                                                                                       | in der Kirche St-Grégoire (Lage)              | PM68000792    | Classé         | 2000       |                |
| Zwei Engelsskulpturen mit den Arma Christi               | Holz, farbig gefasst und vergoldet, Anfang des 16. Jahrhunderts                                                                           | in der Kapelle Notre-Dame de Dusenbach (Lage) | PM68001239    | Inscrit        | 1997       |                |
| Kruzifix                                                 | Holz, farbig gefasst, 18. Jahrhundert | in der Kapelle Notre-Dame de Dusenbach (Lage) | PM68001240    | Inscrit        | 1997       |                |
| Uhrwerk                                                  | Holz, Gusseisen, Bonze, Stahl und Messing, 1842 von Jean-Baptiste Schwilgué                                                               | im Metzgerturm (Lage)                         | PM68001310    | Inscrit        | 1996       |                |
| Schrank                                                  | verschiedene Hölzer, 1681 | im Hôtel de Ville (Lage)                      | PM68001516    | Inscrit        | 1995       |                |
| Glocke                                                   | Bronze, 1633 | in der Kapelle Notre-Dame de Dusenbach (Lage) | PM68001620    | Inscrit        | 1997       |                |
| 36 Votivbilder                                           | verschiedene Materialien, 1778 bis 1989                                                                                                   | in der Kapelle Notre-Dame de Dusenbach (Lage) | PM68001237    | Inscrit        | 1997       |                |
| Textildruck Japanische Szene                             | Farbe auf Stoff, 1961 nach einer Vorlage von 1900 gedruckt                                                                                | im Hôtel de Ville (Lage)                      | PM68001283    | Inscrit        | 1999       |                |
| Zwei Prozessionsleuchter der Bäckerzunft                 | Holz, farbig gefasst und vergoldet, 18. Jahrhundert                                                                                       | in der Kirche St-Grégoire (Lage)              | PM68001326    | Inscrit        | 1999       |                |
| Fünf Kronleuchter                                        | Bronze, Zinn, erste Hälfte des 19. Jahrhunderts                                                                                           | im Hôtel de Ville (Lage)                      | PM68001329    | Inscrit        | 1999       |                |
| Pokal                                                    | Silber, vergoldet, 1639 | im Hôtel de Ville (Lage)                      | PM68000300    | Classé         | 1976       |                |
| Magitratsbecher                                          | Silber, 1700 | im Hôtel de Ville (Lage)                      | PM68000303    | Classé         | 1976       |                |
| Pokal                                                    | Silber, vergoldet, 1628 | im Hôtel de Ville (Lage)                      | PM68000304    | Classé         | 1976       |                |
| Feldflasche                                              | übergroße Flasche mit dem Wappen der Rappoltsteiner; Zinn, Schmiedeeisen, 1726                                                            | im Hôtel de Ville (Lage)                      | PM68000779    | Classé         | 2000       |                |
| Glocke Nr. 1                                             | Bronze, 1468 | im Metzgerturm (Lage)                         | PM68001625    | Inscrit        | 1996       |                |
| Glocke Nr. 2                                             | Bronze, 1468 | im Metzgerturm (Lage)                         | PM68001626    | Inscrit        | 1996       |                |
| Orgel                                                    | Ensemble aus PM68000292 und PM68000291 | in der Kirche St-Grégoire (Lage)              | PM68000928    | Classé         | 1976 /1976 | weitere Bilder |
| Orgelprospekt                                            | von 1700 bis 1702 für den Temple Neuf in Straßburg gebaut, 1749 nach Ribeauvillé versetzt                                                 | in der Kirche St-Grégoire (Lage)              | PM68000292    | Classé         | 1976       | weitere Bilder |
| Instrumentalteil der Orgel                               | von 1700 bis 1702 für den Temple Neuf in Straßburg gebaut, Pedal 1707 von Andreas Silbermann eingerichtet, 1749 nach Ribeauvillé versetzt | in der Kirche St-Grégoire (Lage)              | PM68000291    | Classé         | 1976       | weitere Bilder |
| Abzeichen des Magistrats                                 | Silber, 1615 | im Hôtel de Ville (Lage)                      | PM68000294    | Classé         | 1976       |                |
| Pokal                                                    | Silber, Straußenei, 1639 | im Hôtel de Ville (Lage)                      | PM68000298    | Classé         | 1976       |                |
| Pieta                                                    | Holz, farbig gefasst und vergoldet, Ende des 15. Jahrhunderts                                                                             | in der Kapelle Notre-Dame de Dusenbach (Lage) | PM68000757    | Classé         | 1999       |                |
| Ölberggruppe                                             | Sandstein, Ende des 15. Jahrhunderts | in der Kirche St-Grégoire (Lage)              | PM68000552    | Classé         | 1988       | weitere Bilder |
| Pietà von Bilsteinthal                                   | Lindenholz, Anfang des 15. Jahrhunderts                                                                                                   | in der Kapelle Notre-Dame de Dusenbach (Lage) | PM68001238    | Inscrit        | 1997       |                |
| Stammbaum der Rappoltsteiner                             | Abzeichnung des Originals von 1617 durch François Joseph Stumpff, 1854                                                                    | im Hôtel de Ville (Lage)                      | PM68001328    | Inscrit        | 1999       |                |
| Carteluhr                                                | mit Sockel; Anfang des 18. Jahrhunderts                                                                                                   | im Hôtel de Ville (Lage)                      | PM68001624    | Inscrit        | 1999       |                |
| Carteluhr                                                | um 1800 | im Hôtel de Ville (Lage)                      | PM68000777    | Classé         | 1999       |                |
| Modell der Wallfahrtsstätte Dusenbach                    | Zustand vor 1894; Holz, Rinde, 1893 | in der Kapelle Notre-Dame de Dusenbach (Lage) | PM68001236    | Inscrit        | 1997       |                |
| Schrank                                                  | verschiedene Hölzer, 1669 | im Hôtel de Ville (Lage)                      | PM68001515    | Inscrit        | 1995       |                |
| Glocke Nr. 3                                             | Bronze, 1699 | im Metzgerturm (Lage)                         | PM68001627    | Inscrit        | 1996       |                |
| Zwei Löffel                                              | Buxbaum, Silber, erste Hälfte des 17. Jahrhunderts                                                                                        | im Hôtel de Ville (Lage)                      | PM68000296    | Classé         | 1976       |                |
| Pokal                                                    | Silber, vergoldet, 1639 | im Hôtel de Ville (Lage)                      | PM68000301    | Classé         | 1976       |                |
| Prozessionskreuz                                         | mit einer Madonna mit Kind; Lindenholz, vergoldet, Ende des 17. Jahrhunderts                                                              | in der Kirche St-Grégoire (Lage)              | PM68000551    | Classé         | 1977       |                |